# 孝橋正一
孝橋 正一（こうはし しょういち、1912年10月24日 - 1999年）は、日本の社会福祉学者。

## 略歴
兵庫県出身。1935年京都帝国大学経済学部卒。1938年治安維持法違反で逮捕される。戦後、大阪社会事業短期大学助教授、教授、1965年「救貧史の研究 特に救貧政策の歴史的実証的研究」で東洋大学より文学博士の学位を取得。1968年龍谷大学教授、1973年東洋大学教授。1979年佛教大学教授。83年定年退任。社会事業を社会科学的方法論に基づいて研究した。社会主義、仏教にも関心があった。

## 著書
- 『日本労働運動史』堀書店 1947
- 『横観世界労働運動』関書院 労働組合叢書 1948
- 『社会事業の基礎知識』医学書院 ナーセス・ライブラリー 1954
- 『社会事業の基本問題』ミネルヴァ書房 1954
- 『社会事業入門』ミネルヴァ書房 1956
- 『社会政策の課題』ミネルヴァ書房 1953
- 『社会事業概論』ミネルヴァ書房 社会事業新書 1960
- 『社会政策と社会保障』ミネルヴァ書房 社会事業新書 1963
- 『老後の生活保障 老後をゆたかに』ミネルヴァ書房 社会事業新書 1963
- 『老人教育 長野にまなぶ』日本生命済生会 保健福祉シリーズ 1964
- 『社会主義 思想と運動』ミネルヴァ書房 社会科学選書 1966
- 『老後問題 老人の生活としあわせ』創元新書 1967
- 『社会科学と現代仏教 仏教の社会化をめざして』創元社 1968
- 『社会科学と社会事業』ミネルヴァ書房 社会福祉選書 1969
- 『ローザ・ルクセンブルク 思想・行動・手紙』勁草書房 1969
- 『現代仏教論 仏教と社会との関係への探究』永田文昌堂 1971
- 『続・社会事業の基本問題 社会科学的方法論による批判的研究』ミネルヴァ書房 1973
- 『現代資本主義と社会事業 社会事業の基本問題・第3部』ミネルヴァ書房 1977
- 『新・社会事業概論』ミネルヴァ書房 1977
- 『生き甲斐・死に甲斐』ミネルヴァ書房 OP叢書 1978

### 共編著
- 『老後の生活はまもられるか 老令と社会保障』住谷悦治共編 生活文化協会 1955
- 『世界の社会保障』編 ミネルヴァ書房 社会科学選書 1957
- 『釜ケ崎 スラムの生態』磯村英一,木村武夫共編 ミネルヴァ書房 1961
- 『老後・老人問題』編 ミネルヴァ書房 1976
- 『現代「社会福祉」政策論 「日本型福祉社会」論批判』編著 ミネルヴァ書房 ミネルヴァ福祉選書 1982
- 『現代の家庭福祉』平田マキ共編 ミネルヴァ書房 Minerva社会福祉基本図書 1989

翻訳
- ローザ・ルクセンブルグ『ローザの手紙』婦人民主クラブ 1964

## 論文
- Cinii